# Susacón (kommun)
Susacón är en kommun i Colombia.   Den ligger i departementet Boyacá, i den centrala delen av landet, 230 km nordost om huvudstaden Bogotá. Antalet invånare är 3 698.